# Närradio i Göteborg
Göteborgsk närradio är en av landets allra äldsta. Verksamheten började i radions barndom, när svenskspråkig lokalradio som det hette då, sände över frekvenserna 94,9 MHz och 103,1 MHz. 
Med den stora invandringsvågen på 70-talet tillkom frekvenserna 90,2 MHz (Angered) och 90,7 MHz (Mölndal). På slutet av 90-talet, kom Angeredsfrekvensen att ändra läge från 90,2 till 106,3 MHz, några år senare tillkom tre nya frekvenser. 102,6 MHz (Lokalradio 2), 100,2 MHz (Multinationella föreningen) och den gamla independent-frekvensen 88,0 MHz (Partille), som började sända program på spanska och arabiska.

## Frekvensguide 2006
- 88,0 Partille

Radio 88 Golden Hits www.radio88.nu INRADIO på lördag-söndag.
- 90,7 Mölndal

Invandrarprogram på helgerna
- 94,9 GNF 1

Kristen inriktning
- 100,2 MNF

Invandrarprogram måndag-söndag
- 102,6 GNF 2

Arabisk profil
- 103,1 GNF 3

Svenska kyrkans närradio
- 106,3 Angered-Bergum

Program på svenska, spanska och arabiska